# انتونووکا (شهرستان اوپوله لوبلسکیه)
انتونووکا (شهرستان اوپوله لوبلسکیه) (به لهستانی:  Antonówka) یک روستا در لهستان است که در گمینا خودل واقع شده‌است. انتونووکا ۹۰ نفر جمعیت دارد.